# Феодотіон
Феодотіон (Феодотіан Ефеський; дав.-гр. Θεοδοτίων; помер бл. 200) — перекладач і богослов, ймовірно, єврейського походження.

## Біографія і творчість
Біографічних відомостей про Феодотіона не збереглося. В єдиному сучасному Феодотіону документальному свідоцтві Іриней називає Феодотіона і Акілу Понтійського «юдейськими прозелітами». Головна історична заслуга Феодотіона — переклад єврейського Писання на грецьку мову, виконаний, як вважається, в Ефесі близько 150 р. н. е. з метою нової редакції Септуагінти; при цьому, можливо, Феодотіон працював з єврейськими оригіналами, які не збереглися до наших днів або були знищені в ході ревізії священних текстів, розпочатої (згідно з переказами) Акібою бл. 135 р.

## Рецепція
Редакція Феодотіона швидко поширилася в християнському світі: вже у II ст. цитати з неї виявляються у Юстина Філософа («Діалог з Трифаном юдеєм») і в книзі «Пастир Герми». Текст Феодотіона склав один із стовпців в  «Гексаплі» (бл. 240) Орігена, який спирався на Феодотіона, заповнюючи лакуни в Книзі Йова і в Книзі Єремії.
Найбільше значення в рецепції отримала Феодотіонова редакція Книги Даниїла, фактично замінила (частково завдяки діяльності Ієроніма) версію цієї книги в Септуагінті (і, відповідно, в її латинському і слов'янських перекладах). Редакторські зміни, внесені Феодотіоном в Септуагінту, були ретельно марковані Орігеном в його Гексаплі.
У роботі з оригінальними єврейськими назвами рослин, тварин, священичих шат і інших особливостей єврейського ритуалу Феодотіон надав перевагу перекладу (нічого не говорячи грекомовному читачеві) транслітерацію. Цей метод здобув Феодотіону в Новий час (Б. де Монфокон) репутацію «неосвіченого» перекладача. Відповідно до іншої точки зору (Ф. ФілдФ. Филд), транслітерація, рівно навпаки, видає педантичність Феодотіона-перекладача, свідомо не бажав свавілля при передачі єврейського оригіналу на грецьку мову,— в тих випадках, коли аналога єврейському предмету в грецькій лексиці просто не існувало.